# Cyornis umbratilis
A Cyornis umbratilis a madarak (Aves) osztályának verébalakúak (Passeriformes) rendjébe, ezen belül a légykapófélék (Muscicapidae) családjába tartozó faj.

## Rendszerezése
A fajt Hugh Edwin Strickland német ornitológus írta le 1849-ben, a Trichostoma nembe Trichostoma umbratile néven. Besorolása vitatott egyes szervezetek a Rhinomyias nembe sorolják Rhinomyias umbratilis néven.

## Előfordulása
Délkelet-Ázsiában, Brunei, Indonézia, Malajzia és Thaiföld területén honos. Természetes élőhelyei a szubtrópusi vagy trópusi síkvidéki esőerdők, valamint ültetvények. Állandó, nem vonuló faj.

## Megjelenése
Átlagos testhossza 15 centiméter, testtömege 14–21 gramm.

## Életmódja
Valószínűleg gerinctelenekkel táplálkozik, melyet egyedül, vagy párban a talajon keresgél.

## Természetvédelmi helyzete
Az elterjedési területe még nagyon nagy, de az erdőirtások miatt folyamatosan csökken, egyedszáma is csökken. A Természetvédelmi Világszövetség Vörös listáján mérsékelten fenyegetett fajként szerepel.